# 2020 en radio en France
Cet article est spécifique à la France, pour un article plus général, voir 2020 à la radio.
Cet article concerne les stations de radio et ne traite ni des webradios ni des podcasts.
Cet article intitulé 2020 en radio en France est une synthèse de l'actualité du média radio en France pour l'année 2020. De même qu'en 2017 quand les champs d'investigation des chronologies radio ont été revus, on ne retiendra en général que l'actualité des radios de caractère national ou international, afin de ne pas se perdre dans les détails des radios locales.

## Stations de radio en France

### Créations en 2020
| Radio    | Région        | Commentaire | Date           |
| -------- | ------------- | --- | -------------- |
| MAXXIMUM | Île-de-France | Radio FG ayant acquis la marque MAXXIMUM, elle permet le retour en DAB+ à Paris de cette station fermée en 1992. | Printemps 2020 |

### Disparitions en 2020
| Radio                | Pays      | Commentaire | Date         |
| -------------------- | --------- | --- | ------------ |
| RCF Aube/Haute-Marne | Grand-Est | Le conseil d'administration a décidé la fermeture de cette station, le réseau RCF envisageant de passer à un format régional en DAB+. | Fin mai 2020 |

### Déménagements des sièges sociaux, réorganisations majeures en 2020
- À partir de mars/avril, du fait de l'épidémie de coronavirus et de la décision gouvernementale de confinement de la population qui en découle :
  - des radios organisent le télétravail de leur personnel[3] ;
  - Fun Radio s'organise en proposant d'associer à l'émission Bruno dans la radio l'image des différents membres de l'équipe confinés chez eux[4] ;
  - le réseau France Bleu met en place une syndication de programmes[5] ;
  - France Bleu Normandie (Seine-Maritime - Eure), France Bleu Normandie (Calvados - Orne) et France Bleu Belfort Montbéliard sont placées en quarantaine[5],[6].
  - du 17 mars au 19 avril, la Maison de la Radio ferme ses portes au public[7].
  - le 17 mars, NRJ Group ferme ses stations locales mais assure la diffusion de programmes nationaux[8].
  - des radios adaptent leurs programmes, comme Radio Classique qui propose, dans l'émission de Franck Ferrand, les programmes scolaires de l'Éducation nationale[9].
  - des radios locales d'Occitanie s'associent pour pouvoir exister auprès du public et des institutions économique et administrative[10]

## Actualité du média radio en 2020

### Événements judiciaires ou réglementaires
- 17 janvier : après deux ans de procédure judiciaire, Natacha Polony a obtenu 400 000 euros d'indemnités de la part d'Europe 1, pour licenciement sans cause réelle[11].
- 14 mars : en conséquence des mesures gouvernementales pour lutter contre la pandémie de coronavirus, Radio France active son plan de continuité d'activité[12].
- 27 mars : à la suite de la pandémie de coronavirus en France, le CSA assouplie temporairement ses dispositions réglementaires[13].

### Événements politiques
- 21 mars : à l'occasion de la Journée internationale des forêts, NRJ s'est engagé à planter des chênes et des arbres fruitiers à Voinsles, en Seine-et-Marne[14].
- 6 avril : des journalistes et des auditeurs se plaignent de la volonté de France Bleu d'envisager des syndications régionales sur tout le réseau[15].

### Événements économiques
- 7 mars : RMC perd ses droits sur la Formule 1 qu'elle diffusait depuis 2002[16].
- 19 mars : de par la pandémie de coronavirus, les annonceurs de certaines radios annulent ou décalent leurs campagnes, ce qui met en péril l'existence même des stations[17].
- 28 mars : RMC arrête de diffuser ses programmes en Grandes Ondes[18].
- 7 avril : le Groupe Lagardère annonce un fonds de solidarité doté de 5 millions d'euros pour ses salaries, du fait de la pandémie au Covid-19 sévissant en France[19]
- 21 avril : le groupe Vivendi entre dans le capital du groupe Lagardère, ce qui pourrait lui permettre d'accroître sa présence dans le média radio en France[20].
- 13 mai : Radio FG a initié une collecte de dons pour venir en aide aux DJs français, précarisés par les conséquences de la pandémie de Covid-19[21].

### Événements sociétaux
- 29 janvier : pour ses points trafics en temps réel, France Bleu est dorénavant partenaire de l'application GPS Waze[22].
- 14 mars : Roch-Olivier Maistre annonce la 6e édition de la Semaine de la langue française et de la francophonie dans les médias[23].
- 14 mai : Radio Nova entre dans le dépôt légal de l'INA, ce qui passe à l'antenne étant dorénavant sauvegardé 24h/24 et 7j/7[24].

### Événements culturels
- toute l'année : les quatre formations de Radio France rendent hommage au 250e anniversaire de la naissance de Ludwig Van Beethoven à travers trente concerts et ateliers[25].
- du 13 au 24 janvier : tournée de l'Orchestre national de France en Allemagne, Autriche et Slovaquie[25].
- 10 février : 25e cérémonie des Lauriers de l'Audiovisuel depuis le Théâtre Marigny, présentée par Hapsatou Sy et Pascal Legitimus[26].
- du 20 octobre au 10 avril 2021 : France Médias Monde est présente au pavillon « France » de l'Exposition universelle de 2020 qui se déroule à Dubaï[27].
- 9 mai : constitution d'un chœur virtuel géant à partir de contributions d'auditeurs interprétant La Javanaise et avec l'appui des formations musicales de Radio France[28].

## Salons, festivals et autres rencontres en 2020
- du 23 au 25 janvier : le Salon de la radio et de l'audio digital se déroule, comme tous les ans, à la Grande halle de La Villette[29].
- du 4 au 9 février : le 17e festival de la radio et de l'écoute Longueur d'ondes se tient à Brest[30].
- du 30 septembre au 3 octobre : les 13e assises internationales du journalisme de Tours ont pour thème : « urgence climatique et responsabilités journalistiques »[31],[32].

## Nominations aux postes-clés et départs en 2020
- 17 janvier : Jean-Paul Lubot rejoint le groupe 1981 en tant que Directeur général de la stratégie et du développement[33].
- 27 janvier : Bertrand Lefebvre succède à Antoine de Galzain à la tête de France Bleu Nord[34].
- 28 janvier : Mélanie Mallet est nommée directrice déléguée de Radio Nova par Emmanuel Hoog, avec la responsabilité des équipes et de l'antenne[35].
- 3 février : Gauthier Hourcade est nommé Directeur des programmes de RTL[36].
- 3 février : Ghislain Thomas est nommé Directeur de l'antenne de RTL[36].
- 10 février : Léa Berthault est nommée Directrice des antennes de Cirano Group, qui comprend les déclinaisons de NRJ, Rire et Chansons, Chérie FM et RTL à La Réunion[37].
- 31 mars : Arnaud Lagardère quitte son poste de président de Lagardère Active, en étant remplacé par Constance Benqué[38].
- 4 mai : Cécilia Ragueneau remplace Serge Schick en devenant directrice des marques et du développement de Radio France[39].
- 5 mai : nomination de Nicolas Sarkozy au Conseil de surveillance de Lagardère Active[40],[41].

## Carrières des animateurs ou autres collaborateurs notables en 2020
- 2 janvier : Florent Gautreau quitte RMC pour prendre la direction éditoriale de France Bleu Mayenne[42].
- 1er février : Guillaume Gallienne met un terme à sa présence sur France Inter comme narrateur après dix ans d'antenne[43].
- 2 mars : Michaël Espinho est écarté de NRJ[44].
- 11 mai : Édouard Baer revient sur France Inter, la semaine, avec son émission quotidienne Lumières dans la nuit[45].
- Fin de saison 2020 : Stéphane Bern n'anime plus son émission À la bonne heure sur RTL, la station avançant une audience insuffisante[46].
- Fin de saison 2020 : Thomas Hugues et Sidonie Bonnec n'animent plus l'émission La curiosité est un vilain défaut, diffusée sur RTL depuis 2014[47].
- Fin de saison 2020 : Bernard Poirette quitte Europe 1 et intègre Radio Classique.
- Fin de saison 2020 : Vincent Perrot quitte RTL et arrive sur Radio Classique.
- Fin de saison 2020 : Stéphanie Renouvin quitte rtl2 et arrive sur Radio Classique.

## Prix en 2020
Les principaux prix de la liste des récompenses de radio, décernés en 2020, mettent à l'honneur les personnalités suivantes :

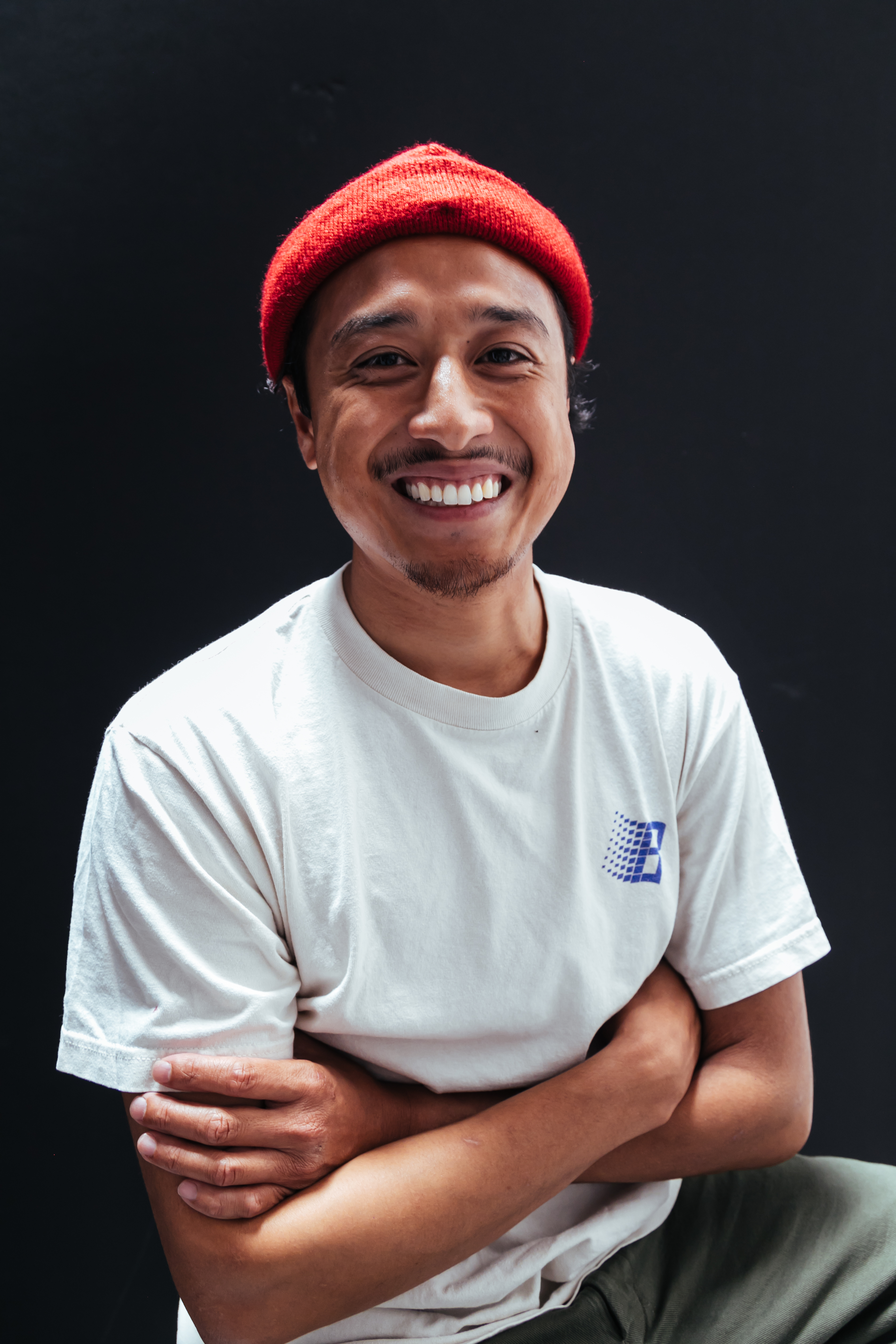
AJ Dungo en 2019.
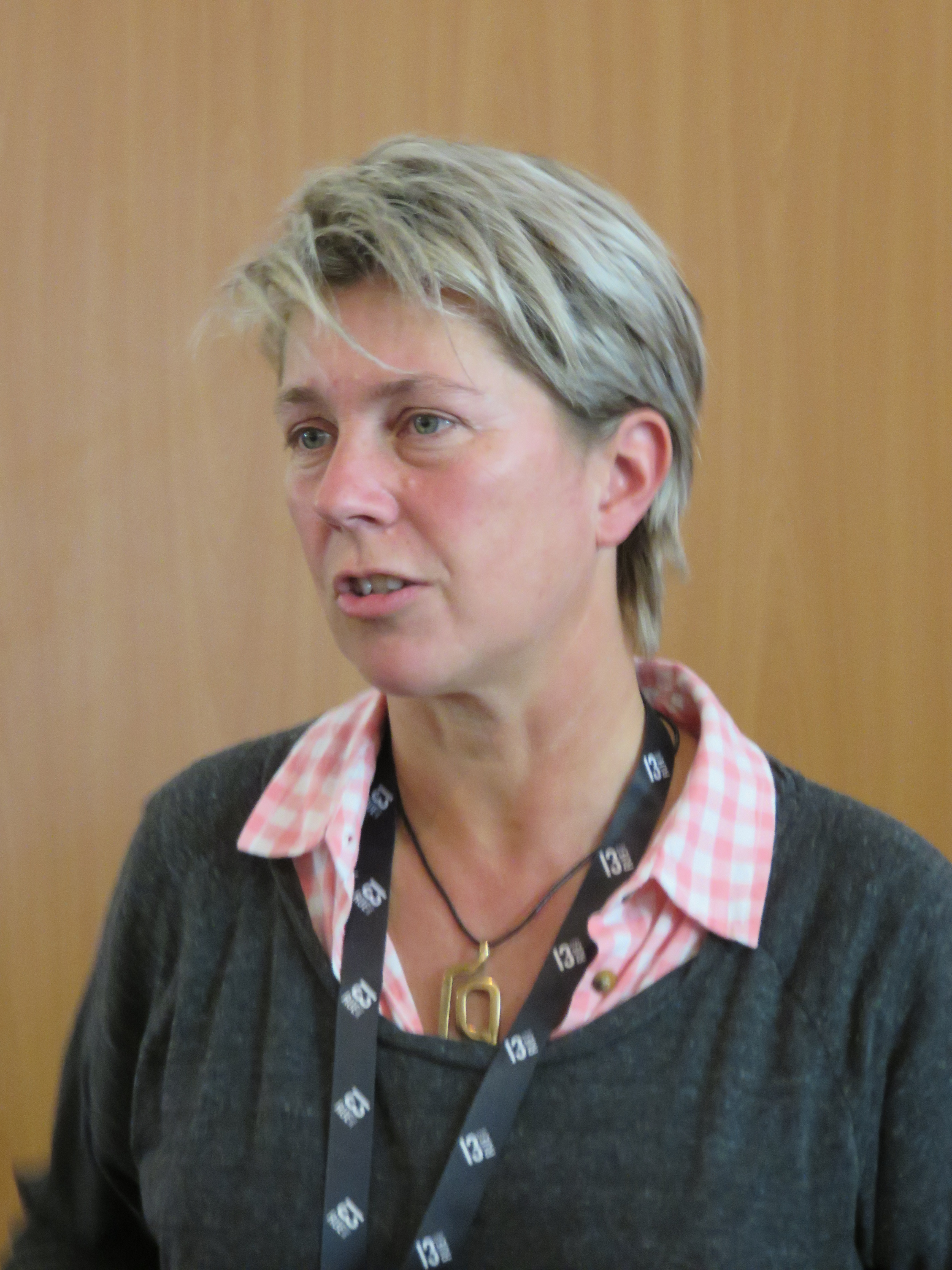
Sandrine Collette en 2015.

### Prix Radio France
- Prix BD Fnac France Inter 2020 : le lauréat, annoncé le 8 janvier 2020, est AJ Dungo pour sa bande dessinée In Waves (Casterman)[48].
- Prix France Info de la bande dessinée d'actualité et de reportage 2020 : prix attribué à Vincent Jarousseau et Eddy Vaccaro pour Les Racines de la colère (Les Arènes)[49].
- Prix du livre audio France Culture / Lire dans le noir 2020 : trois lauréats révélés le 31 mars 2020 lors de la onzième édition du Prix[50].

### Prix RTL
- Grand prix RTL-Lire 2020 : Sandrine Collette reçoit ce prix, le 14 mai 2020, pour son roman Et toujours les forêts paru aux Éditions Jean-Claude Lattès[51].

## Distinctions en 2020
Les distinctions survenues en 2020, qu'elles soient institutionnelles ou non, mettent à l'honneur les personnalités suivantes :

## Anniversaires en 2020
- en 2020 : Jacques Pradel fête les dix ans de son émission L'Heure du crime sur RTL, dont les podcasts sont des plus écoutés de la station[52].
- 7 février : Julien Courbet fête les vingt ans de son émission de consommation Ça peut vous arriver sur RTL[53].
- 4 mars : Laurent Gerra fête sa 3000e chronique dans RTL Matin[54].
- 6 mars : la station RTL 2 célèbre ses vingt-cinq ans avec une journée consacrée aux années 1990[55].
- 19 mai : France Bleu Nord célèbre son 40e anniversaire à l'antenne avec des voix historiques et des archives sonores[56].

## Décès en 2020
- Sébastien Demorand, chroniqueur sur RTL et spécialiste de gastronomie, est mort d'un cancer à l'hôpital Paul-Brousse de Villejuif le 21 janvier 2020, à l'âge de 50 ans[57].
- André Asséo, animateur d'émissions sur le cinéma sur France Inter entre 1978 et 2006, est mort à Deauville le 1er février 2020, à l'âge de 91 ans[58].
- David Kessler, directeur de France Culture puis dirigeant de Radio France, entre 2005 et 2009, est mort à Paris le 3 février 2020, à l'âge de 60 ans[59].
- Éric Laforge, animateur emblématique sur Classic 21, est mort à la suite d'une intervention chirurgicale le 15 février 2020, à l'âge de 56 ans[60].
- Anne Voileau, figure remarquable dans l'aide aux personnes handicapées et fondatrice de Vivre FM, est morte des suites d'une longue maladie le 18 février 2020[61].
- Hervé Bourges, président du Conseil supérieur de l'audiovisuel entre 1995 et 2001, est mort à Paris le 23 février 2020, à l'âge de 86 ans[62].
- Lionel D, animateur de radio et rappeur, est mort à Londres mort d'une crise cardiaque le 26 février 2020, à l'âge de 61 ans[63].
- Christian Denis, animateur et programmateur de la station RDL, sur cette antenne depuis 37 ans, est mort victime d'un malaise le 19 mars 2020, à l'âge de 58 ans[64].
- André Larquié, président de RFI entre 1989 et 1995, est mort le 26 mars 2020 à l'âge de 81 ans[65].
- Pierre Bénichou, journaliste et chroniqueur emblématique du paysage radiophonique français, est mort le 31 mars 2020 à l'âge de 82 ans[66].
- Jacques Ourévitch, homme de radio français et grande voix d'Europe 1, ayant exercé 30 ans dans cette station, est mort le 10 avril 2020 à l'âge de 85 ans[67].
- Claude Samuel, critique musical et directeur de la musique à Radio France entre 1989 et 1996, est mort à Paris le 14 juin 2020 à l'âge de 88 ans[68].
- Joan-Pau Verdier, chanteur et animateur d'une émission de radio en occitan sur France Bleu Périgord, est mort à Brive-la-Gaillarde le 21 juin 2020 à l'âge de 73 ans[69].
- David Jisse, compositeur, arrangeur, chanteur, pianiste et guitariste mais également producteur de radio est mort d'un cancer à Paris le 18 juillet 2020 à l'âge de 74 ans[70].
- Philippe Frémeaux, journaliste économique, collaborateur de France Info et France Culture, est mort le 3 août 2020 à l'âge de 70 ans[71].
- Frédéric Jacques Temple

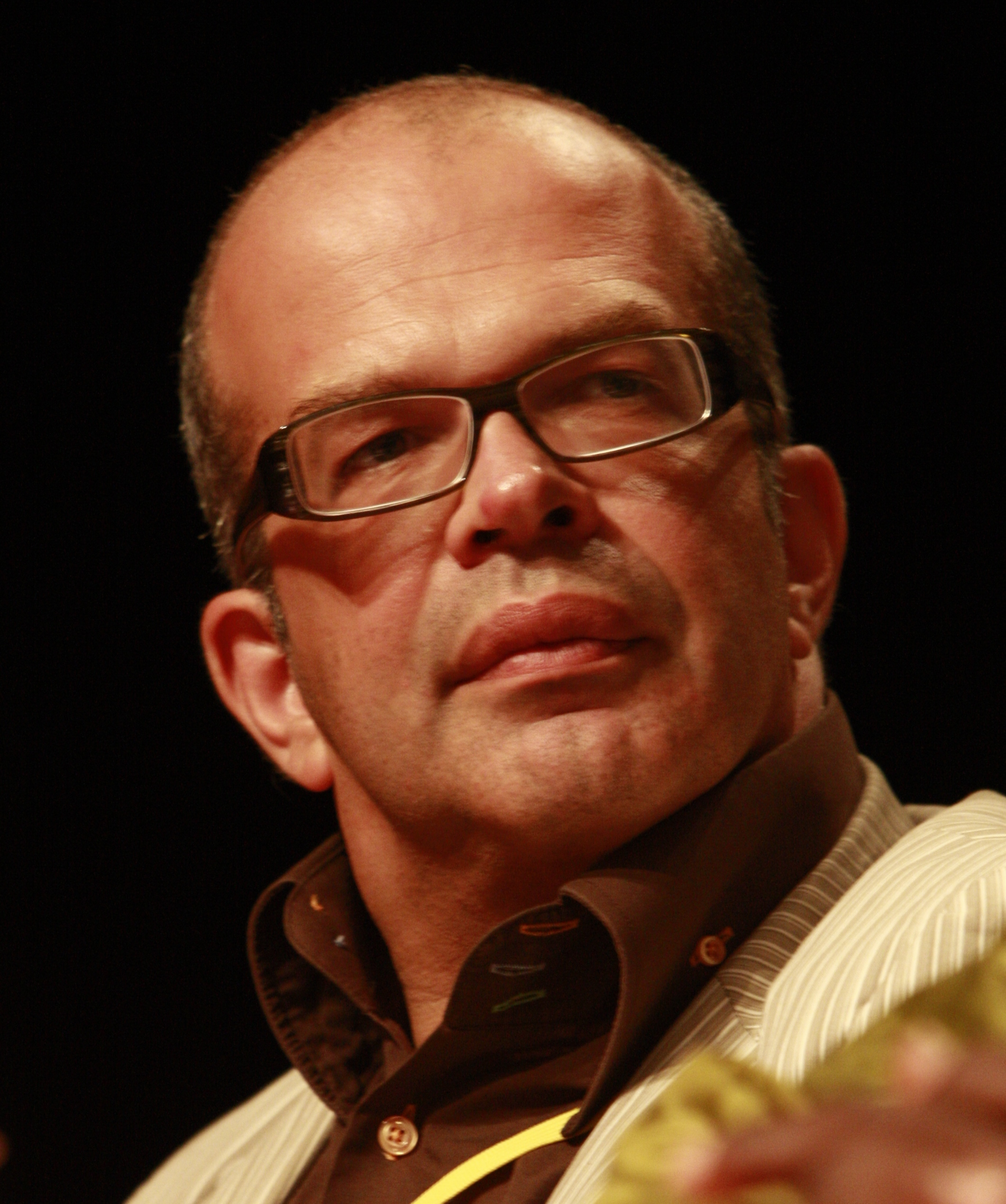
David Kessler en 2008.
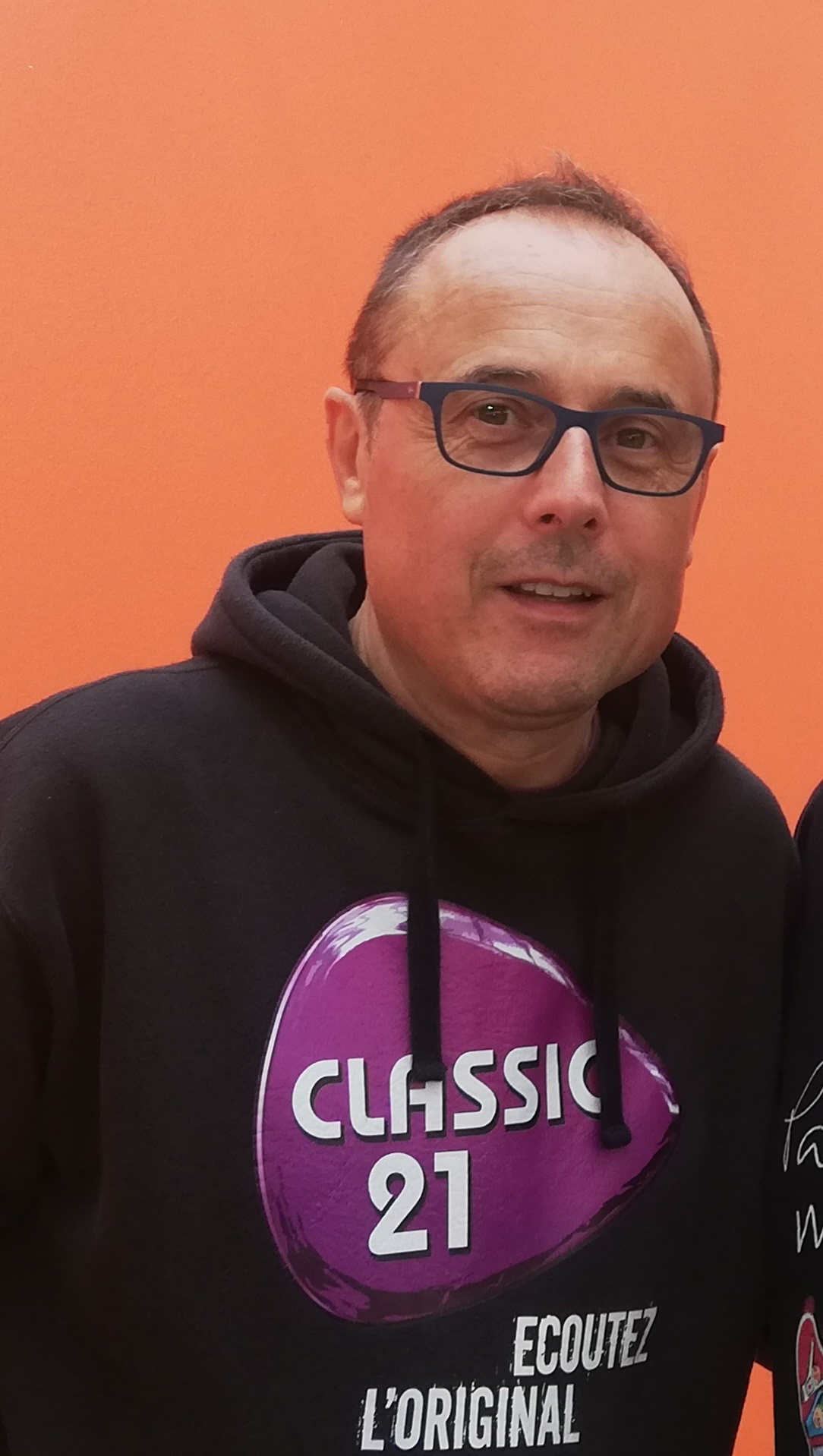
Éric Laforge en 2019.
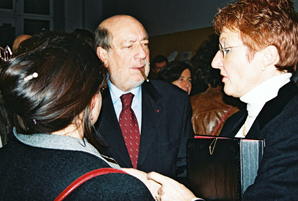
Hervé Bourges en 2004.
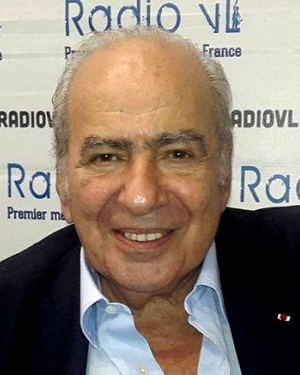
Pierre Bénichou en 2016.
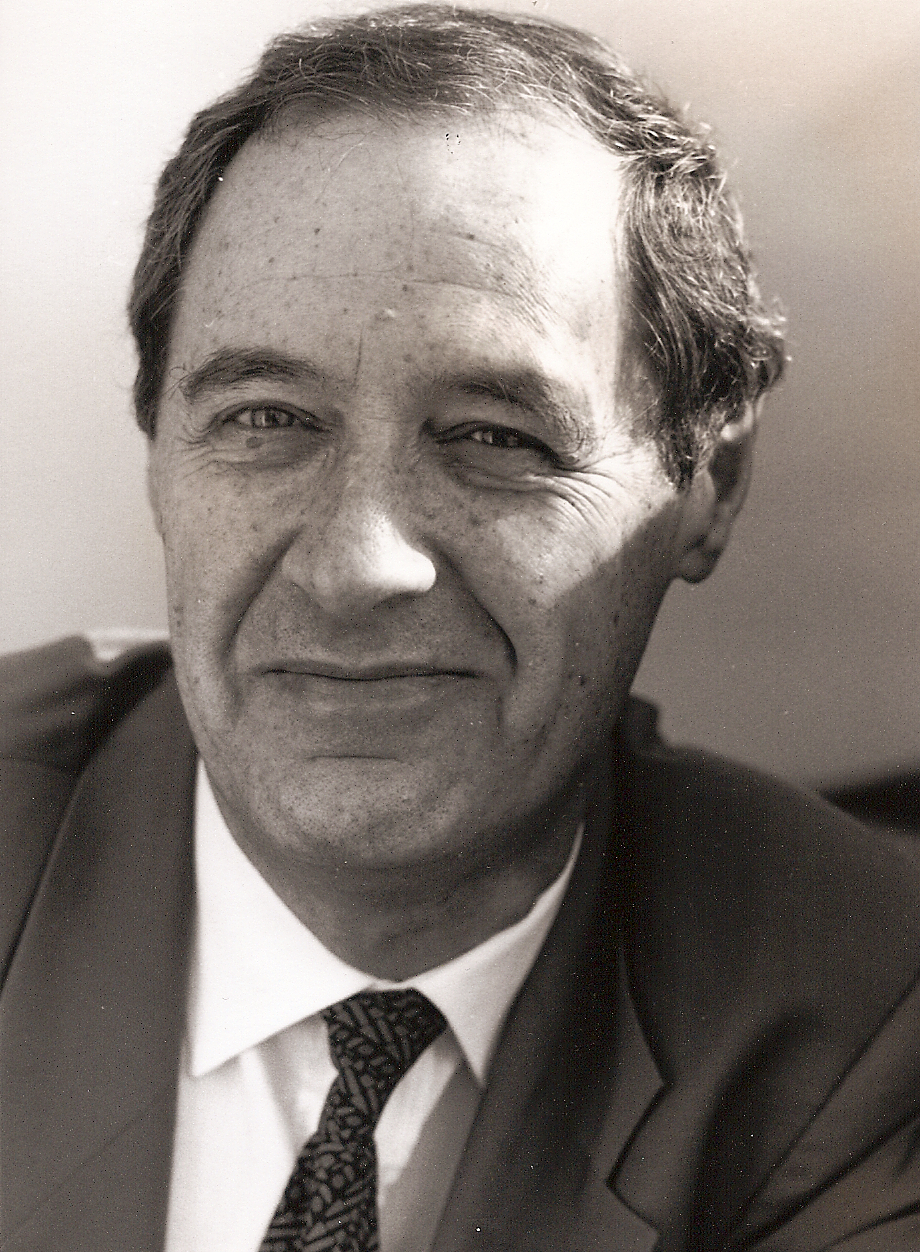
Claude Samuel en 2018.
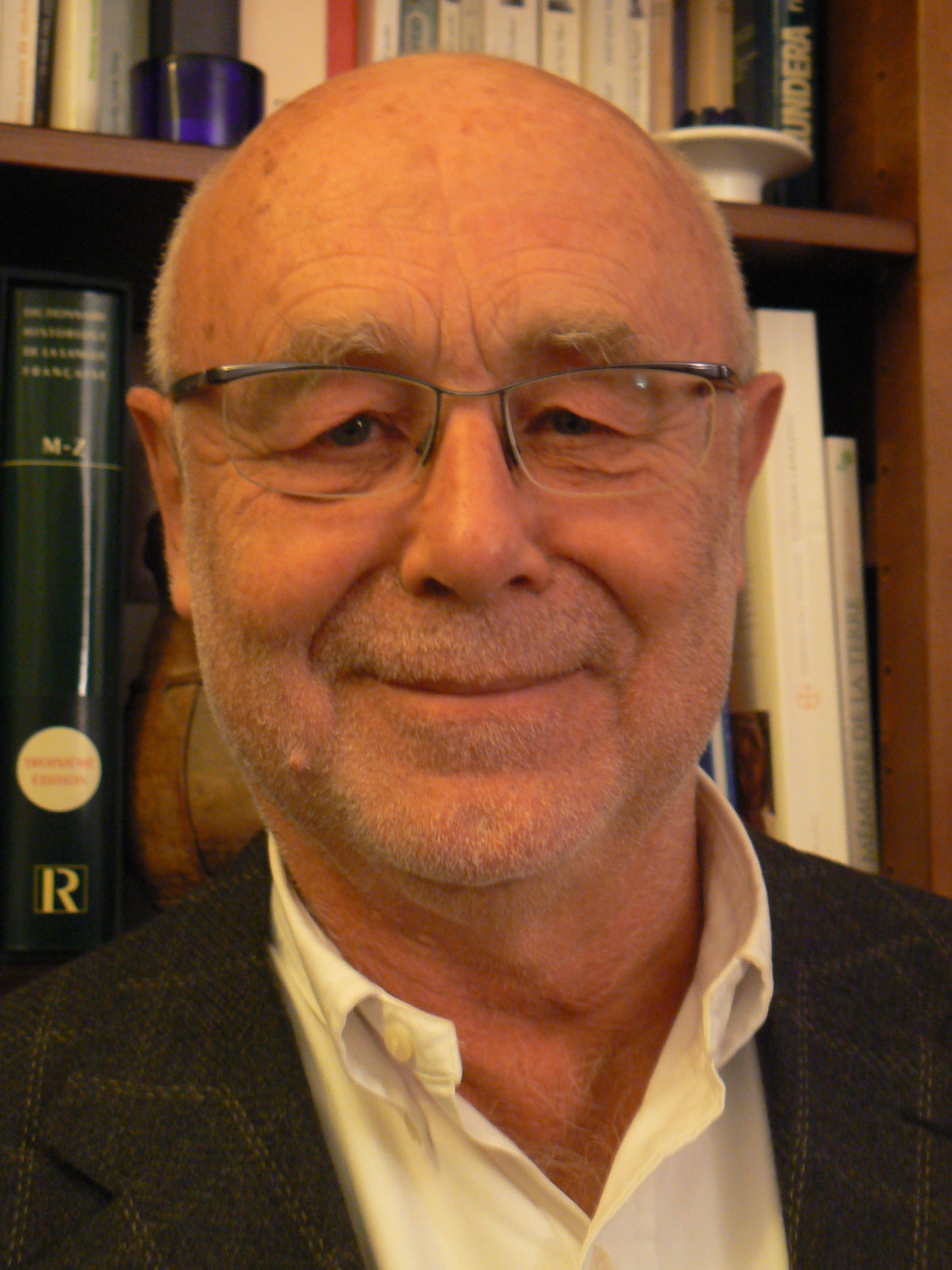
Philippe Frémeaux en 2014.